# Tasa de interés de captación
Tasa de interés de captación es la contraprestación que hace un banco u otra entidad financiera a un ahorrante, a cambio de la captación de recursos.
En el caso de las familias, entendiéndolas como agente económico, esta tasa es relevante al momento del ahorro voluntario, el que se produce al realizar depósitos.